# Famille Da Mare (Venise)
Pour les articles homonymes, voir Famille Da Mare.
 (août 2024).
La famille da Mare (da Mar ou Damar) est une famille noble d'Italie, originaire de Ravenne, puis famille patricienne de Venise.

## Historique
Ils produisirent des tribuns antiques. 
Ils érigèrent l'église San Cristofolo à Murano.
La famille s'éteint par un Almorò, provéditeur aux magistrats des Canevi en 1373.

## Armes

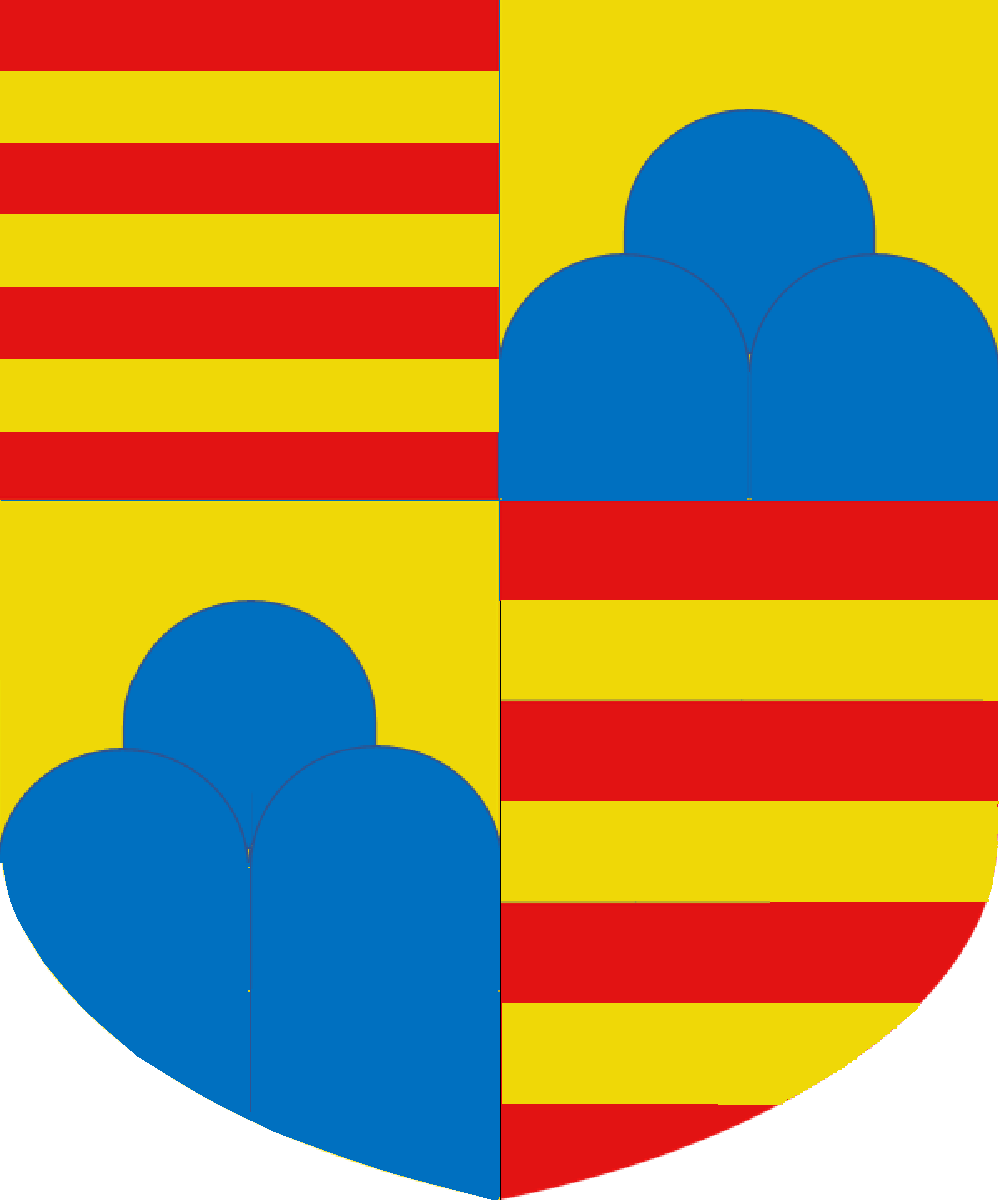
armes des Damar

Les armes des da Mare se blasonnent ainsi : écartelé aux premier et quatrième de gueules à trois bandes d'or ; aux deuxième et troisième d'or à un tertre de trois coupeaux d'azur mouvant de la pointe ou alors : de gueules à la bande d'azur bordée d'argent et deux collines de trois coupeaux d'or mouvant des flancs dextre et senestre de la bande.